# Прокофьева, Екатерина Валерьевна
Екатерина Валерьевна Прокофьева (род. 13 марта 1991, Волгодонск, Ростовская область) — российская ватерполистка, подвижный нападающий «КИНЕФ-Сургутнефтегаз» и сборной России, капитан сборной России

## Карьера
Воспитанница волгодонского водного поло. Первый тренер: Станислав Сергеев.
С 2009 года выступает за "КИНЕФ-Сургутнефтегаз Девятикратная чемпионка России (2010—2018). Бронзовый призёр Лиги чемпионов LEN 2012 года.
Обладатель Кубка Евролиги 2017, 2018 года
Выступала в юниорской сборной России, в составе которой дважды выигрывала первенство Европы (2006, 2007), мировое первенство 2009 года, а также бронзу первенства Европы 2008 года.
Участница Олимпийских игр 2008, 2012 и 2016 годов, бронзовая медалистка олимпийских игр в Рио 2016 года
В составе сборной России выигрывала Мировую лигу (2008), дважды становилась бронзовой призёркой чемпионата мира (2009, 2011), дважды становилась чемпионкой Европы (2008, 2010), завоевала серебро на Чемпионате Европы (2020).
На чемпионате мира 2013 года, несмотря на отсутствие медалей у нашей сборной, Екатерина вошла в символическую сборную.

## Награды
- Медаль ордена «За заслуги перед Отечеством» II степени (25 августа 2016 года) — за высокие спортивные достижения на Играх XXXI Олимпиады 2016 года в городе Рио-де-Жанейро (Бразилия), проявленные волю к победе и целеутремленность[2].
- Почётная грамота Президента Российской Федерации (2013) — за высокие спортивные достижения на XXVII Всемирной летней универсиаде 2013 года в городе Казани.